# 圍棋軟體
圍棋軟體有幾種不同的分類，一種是單純以電腦為工具，透過網路下圍棋，另外一種是電腦可以透過邏輯與人類（或是另外一台電腦）下棋。

## 網路圍棋
網路上有很多服務提供對弈，這些服務使得人類棋手可以透過網路對弈，並且記錄棋局事後檢討。
最早的服務是1992年二月上線的IGS（1996年併購後改名為Pandanet），至今還在運作。透過客户端-服务器架构，由使用者下載軟體，連上服務端的伺服器與其他使用者對弈。約2000年時，Kiseido建立了Kiseido Go Server（2006年改名為），允許使用者在瀏覽器內直接對弈（透過Java applet），這使得對弈的便利性大增。

## 電腦圍棋
由於圍棋可能的手數過多，早期的程式都無法在沒有讓子的前提下與人類頂尖棋手對弈。在2016年AlphaGo出現後，證實可以透過類神經網路大幅改善效率，電腦已經可以在19x19的標準棋盤上不讓子與人類頂尖棋手對弈。

## 格式
拿來儲存棋譜的有數種格式，最有名而且使用也最廣泛的是智能游戏格式 。這個格式除了可以拿來記錄棋譜以外，還可以記錄變化圖與解說。

## 外部連結
- Go-Playing Programs at Sensei's Library （页面存档备份，存于） （英文）